# José Geraldo de Oliveira
José Geraldo de Oliveira (Entre Rios de Minas, 1909 — Belo Horizonte, 14 de novembro de 1963) foi um médico e político brasileiro do estado de Minas Gerais.

## Biografia
Nasceu em  Entre Rios de Minas, no ano de 1909, filho de Otaviano Bastos de Oliveira e de Aldina Etelvina de Oliveira. Casou-se, em primeiras núpcias, com Olímpia Maria Resende de Oliveira e, em segundas, com Engrácia Amaral de Oliveira. 
Fez o curso secundário no Colégio Arnaldo, em Belo Horizonte, e o superior na FDUMG, que frequentou por dois anos, e na FMUMG, tendo-se diplomado por esta em 1936.
Aderiu ao Integralismo, dirigindo o núcleo de Santa Tereza da Ação Integralista Brasileira em conjunto com Abreu Castro, Rubens Rezende Vieira.
Exerceu a clínica na Capital mineira, onde ocupou a chefia do Posto de Puericultura Otávio Rocha Miranda, da Legião Brasileira de Assistência, e do Departamento de Fiscalização da Secretaria de Saúde. Foi, ainda, médico do Centro dos Chauffeurs e professor de Geografia no Colégio Arnaldo.
Ingressando na política como vereador à Câmara Municipal de Belo Horizonte (1947-1951), em seguida foi eleito deputado estadual na Assembleia Legislativa de Minas Gerais para a 2ª Legislatura (1951 - 1955), pelo Partido de Representação Popular (PRP). Na Assembleia, desempenhou os cargos de 3° Secretário da Comissão Executiva (1952-1954) e Vice-Presidente da Comissão de Saúde Pública (1951), tendo sido base do governo Juscelino Kubitschek.
Faleceu em Belo Horizonte, no dia 14 de novembro de 1963.